# Cerylon fagi
Cerylon fagi là một loài bọ cánh cứng trong họ Cerylonidae. Loài này được Brisout de Barneville miêu tả khoa học năm 1867.

## Hình ảnh

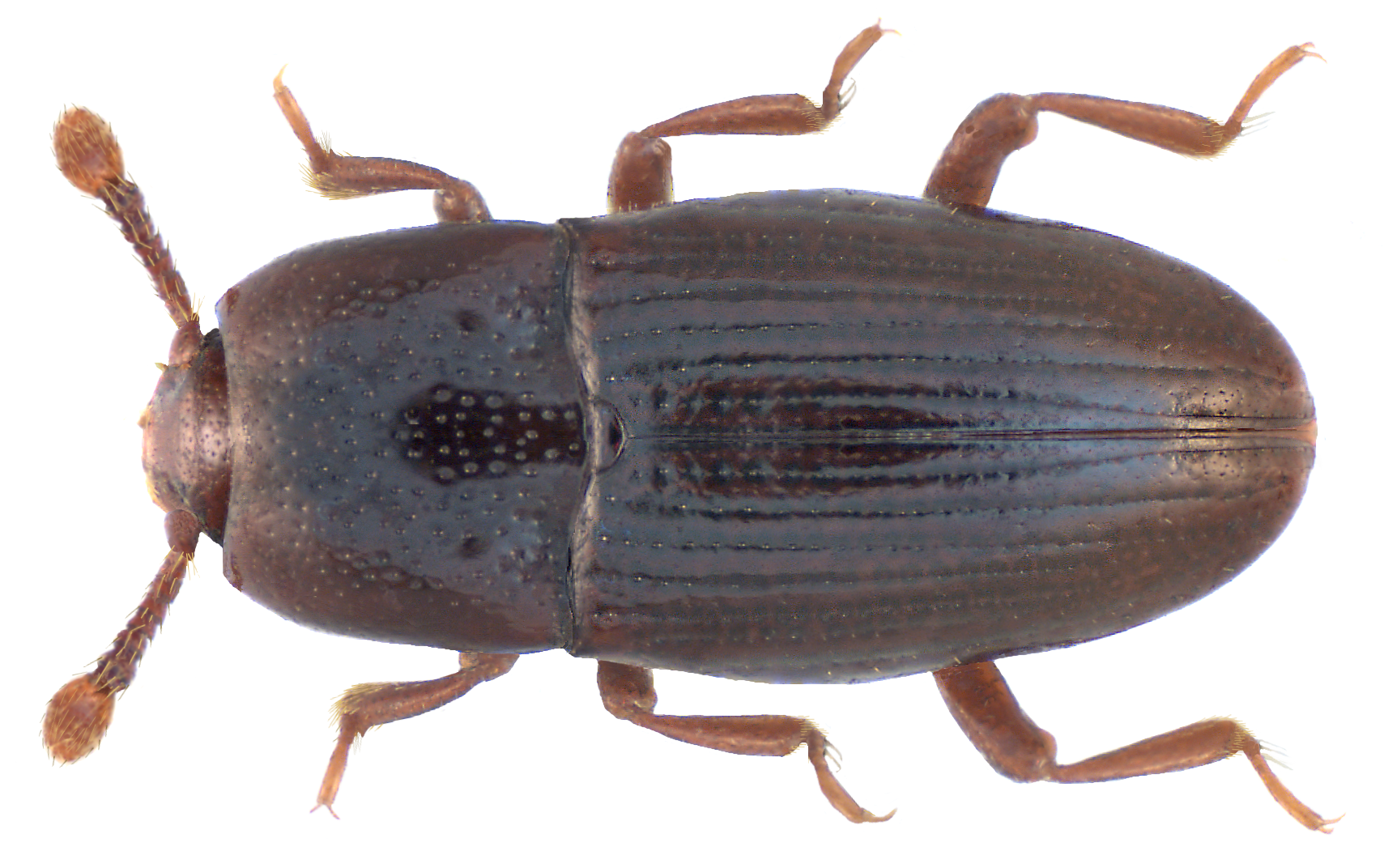